# Мовсес Абелян
Мовсес Семенович Абелян (вірм. Մովսես Աբելյան; нар. 1963, Єреван, Вірменія) — вірменський дипломат. Постійний представник Вірменії при Організації Об'єднаних Націй (1997—2003).

## Життєпис
Народився у 1963 році в Єревані. Має ступінь прикладної математики Єреванського державного університету (1985), Кандидат технічних наук, МДУ (1988). У 1992—1993 роках також вивчав зовнішньоекономічні відносини в Нью-Йоркському університеті.
Пан Абелян розпочав свою трудову діяльність у 1989 році як асистент та віце-декан кафедри прикладної математики Єреванського державного університету, де він став доцентом у 1991 році.
До нинішнього призначення він був тимчасовим повіреним у справах Вірменії в ООН. Після призначення в Організацію в 1993 році він був обраний віце-головою Спеціальної міжурядової робочої групи експертів з фінансових та правових питань під час сорок восьмої сесії Генеральної Асамблеї. Під час п'ятдесятої сесії Асамблеї він обіймав посаду віцеголови її П'ятого комітету (адміністративний та бюджетний).
21 січня 1998 року вручив вірчі грамоти Генеральному секретарю ООН Кофі Аннану. До вступу на службу в Організацію Об'єднаних Націй пан Абелян був Послом та Постійний представник Вірменії при Організації Об'єднаних Націй (1998—2003 роки), а раніше працював заступником Постійного представника Вірменії при Організації Об'єднаних Націй (1996—1998 роки). Протягом своєї дипломатичної кар'єри пан Абелян обіймав низку важливих постів, у тому числі працював Головою П'ятого комітету (1998); заступником Голови Комісії з роззброєння та Спеціальним представником на переговорах щодо реформи системи фінансування операцій Організації Об'єднаних Націй щодо підтримання миру (2000 рік); Головою Виконавчої ради Дитячого фонду Організації Об'єднаних Націй (ЮНІСЕФ); та Координатором з питань реформи Організації Об'єднаних Націй на п'ятдесят сьомій сесії Генеральної Асамблеї (2002 рік).
Директор Відділу у справах Ради Безпеки ООН з 2011 року по 2016 рік, де виконував функції секретаря Ради Безпеки ООН та надавав практичну консультативну допомогу Голові та членам Ради та її допоміжним органам з питань, що стосуються роботи, практики та процедур Ради.
Мовсес Абелян обійняв посаду заступника Генерального секретаря у справах Генеральної Асамблеї ООН та конференційного управління 1 вересня 2019 року. Як заступник Генерального секретаря він очолює Департамент у справах Генеральної Асамблеї та конференційного управління (ДДАКУ). 3 вересня 2019 року Абелян був призначений Координатором з питань багатомовності, який несе відповідальність за координацію впровадження багатомовності в Секретаріаті в цілому, а також відіграє провідну роль у вирішенні пов'язаних із багатомовністю питань на рівні системи Організації Об'єднаних Націй. Крім того, він є головою Міжнародної щорічної наради з питань лінгвістичного забезпечення, документації та видань (ІАМЛАДП).